# إيفانا بيتكوفيتش
إيفانا بيتكوفيتش (بالكرواتية: Ivana Petković)‏ مواليد 6 يونيو 1985، هي لاعبة كرة يد كرواتية تلعب كظهير أيمن. مثلت منتخب كرواتيا لكرة اليد للسيدات.

## سجل المنافسة
شاركت في البطولات التالية:
- بطولة العالم لكرة اليد للسيدات 2011
- بطولة أوروبا لكرة اليد للسيدات 2012